# Vinje (Troms)
Vinje est une localité du comté de Troms, en Norvège.

## Géographie
Administrativement, Vinje fait partie de la kommune de Dyrøy.